# Bernd Bransch
Bernd Bransch (Halle, 24 september 1944 – 11 juni 2022) was een Duitse voetballer. De verdediger speelde 64 interlands voor het voetbalelftal van de Duitse Democratische Republiek.
In 1968 en 1974 werd hij verkozen tot Oost-Duits voetballer van het jaar. Onder leiding van de Hongaarse bondscoach Károly Sós maakte hij zijn debuut voor de nationale ploeg op 17 mei 1967 in de vriendschappelijke wedstrijd tegen Zweden (1–0 uitoverwinning) in Helsingborg, net als doelman Jürgen Croy (BSG Motor Zwickau) en aanvaller Wolfram Löwe (Lokomotive Leipzig).
Met de nationale selectie won Bransch de bronzen medaille op de Olympische Spelen van 1972 en goud op die van 1976.

## Erelijst
Chemie Halle
- Oost-Duits voetballer van het jaar

1968
 FC Carl Zeiss Jena
- Oost-Duits voetballer van het jaar

1974